# ラビリンス (ゲーム)
ラビリンスは、紙と鉛筆を使って遊ぶ2人用のゲームである。

## ルール
1. 各プレイヤーは、6×6 のマスに壁を配置し、迷宮を作る。
  - 壁の数は最初に決めて双方が同数配置する。15–20位が適当であり、26以上だと行くことが出来ないマスができる。
  - スタートとゴールが壁によって分断されていてはいけない。
2. 迷宮が完成したら、相手にスタートとゴールの位置を提示する。
3. 先攻後攻を決める。
4. 現在居る位置（最初はスタート）に隣接するマスを指定し移動を宣言する。
  - 壁がなければ移動は成功し、続けて移動を宣言できる。
  - 壁があった場合移動は失敗し、相手の番になる。
5. 先にゴールにたどり着いた方が勝者となる。